# Castillo de Pèlerin
El Castillo de Pèlerin (en hebreo:מבצר עתלית, también llamado antiguamente Castellum peregrinorum; "Castillo del peregrino" y Château Pèlerin) se encuentra en la costa norte de Israel cerca de 13 kilómetros al sur de Haifa. Los Caballeros Templarios iniciaron su construcción en 1218, durante la Quinta Cruzada. Se trata de una de las fortalezas cruzadas más importantes, que podía alojar hasta cuatro mil soldados en caso de sitio. La conquistaron los mamelucos en agosto de 1291, poco después de la caída de Acre. Se mantuvo intacto durante cientos de años, hasta que fue dañado en el terremoto de Galilea de 1837. En el siglo XX pasó a formar parte de una zona de entrenamiento de los comandos navales israelíes.